# جو هارشبارگر
جو هارشبارگر (به انگلیسی: Jo Harshbarger) (زادهٔ ۱۷ نوامبر ۱۹۵۶) شناگر اهل ایالات متحده آمریکا است.